# 中專8線
中專8線 溫雅寮－麗水，起點位於臺中市梧棲區臺中港南堤路底，終點位於臺中市龍井區麗水里忠明橋，全長12.165公里。全線位於臺中港港區內。2020年1月19日，臺中市政府公告廢止該路線。

## 路線說明
臺中市
- 梧棲區：溫雅寮（起點，南堤路底）→ 南堤路 → 區界
- 龍井區：區界 → 南堤路 → 臺中火力發電廠 → 龍昌路 → 麗水（終點，忠明橋）

## 沿線地標、設施
- 臺中港
  - 南防波堤
  - 西碼頭
- 臺中火力發電廠

## 歷史
1977年時本編號第一次被使用，當時路線為「溫雅寮～梧棲」，係由1976年第二次公路普查時所編的中55線改編，起點位於當時台17線六公里處，終點位於當時台12線起點。1981年將中專8線改為「臺中港臨海道路線」，即為今日南堤路路線。
2020年1月9日，中專2線、中專8線經臺中市政府公告廢止。